# Frailes Franciscanos de la Renovación
La Comunidad de los Frailes Franciscanos de la Renovación (abreviado C.F.R.) es un instituto religioso de la Iglesia católica. Sigue la tradición capuchina. Originalmente fue formada como orden mendicante y desde 2016 es un instituto religioso de derecho pontificio.

## Historia

### Fundación
La congregación fue fundada en 1987 por 8 sacerdotes capuchinos, entre los que se encontraban Benedict Groeschel, Stan Fortuna, Robert Stanion, Glenn Sudano, Bob Lombardo, Andrew Apostoli, Pio Mandato y Joseph Nolan.
El motivo de fundar una nueva comunidad era procurar retornar al auténtico espíritu del estilo de vida capuchino y renovar la Iglesia católica. Además, los frailes son conocidos por su fidelidad al papa. La Comunidad se autodefine como: "franciscanos, capuchinos, contemplativos, profetas, apostólicos, y pro-vida".
Preguntado por los medios, Sudano contó el motivo que les llevó a fundar una nueva comunidad: "Estábamos preocupados por los efectos del secularismo en la vida consagrada y la falta de clara y específica fidelidad a la Iglesia. Ese secularismo hoy en día es menos notable, gracias a Dios, pero lo era mucho en los 70 y 80. Lo que veíamos no era muchos pecados cometidos, si no muchos pecados de omisión. Un sacerdote, por ejemplo, no hablaría contra el Santo Padre, pero tampoco hablaría a su favor. No condenaría la Adoración al Santísimo Sacramento o el Santo Rosario, pero tampoco las promovería. Estábamos disgustados porque muchas de las expresiones tradicionales de la Fe no estaban siendo apreciadas o practicadas".
Sudano afirmó que, a su juicio, "por este secularismo, los hombres no se veían atraídos hacia la vida en comunidad religiosa... [Candidatos potenciales] querían participar en las formas tradicionales de vida religiosa, y querían usar símbolos tradicionales, como el hábito."
Inicialmente, no era su deseo el "independizarse" de los capuchinos, si bien Sudano admite: "Reconocimos que las cosas no iban bien. Nuestro deseo era permanecer en la comunidad capuchina y al mismo tiempo ser una comunidad de renovación. Queríamos traer de vuelta la adoración y prácticas y devociones tradicionales, como usar hábito. Nuestro superior general en Roma estaba interesado, pero no los provinciales de EEUU. Nos permitieron empezar en Nueva York, pero tras 3 años de discusión fraterna, estaba claro que nuestra orden no estaba interesada en nuestro estilo. Entonces, decidimos continuar nuestro trabajo bajo la guía del arzobispo de Nueva York. Abandonar nuestra comunidad no fue fácil. No dejamos a nuestros hermanos porque pensásemos que eran malignos, si no porque teníamos diferentes opiniones. Algunos de nuestros hermanos estaban enfadados con nosotros, pero abandonar era algo que había que hacer."
En 1988, se fundaron las Hermanas Franciscanas de la Renovación, con presencia en el Bronx, Nueva York.

### Reconocimiento oficial
La congregación fue reconocida instituto de derecho diocesano por el cardenal de Nueva York John O'Connor, en 1999. El 13 de junio de 2013, el cardenal João Bráz de Aviz, cardenal-prefecto de la Congregación para los Institutos de Vida Consagrada y las Sociedades de Vida Apostólica, y su secretario José Rodríguez Carballo OFM, firmaron el decreto de reconocimiento. El 8 de diciembre de 2016, la congregación anunció el reconocimiento oficial por parte del Papa Francisco como instituto religioso de derecho pontificio. Esto significa que dependerá exclusiva y directamente de la Santa Sede en temas de gobierno y disciplina internos.

### Actualidad
A fecha de 2015, los frailes tienen presencia internacional, con 12 comunidades en: Nueva York, Yonkers y Newburgh (ambos Nueva York), Newark (Nueva Jersey), Paterson (Nueva Jersey), Albuquerque (Nuevo México), Bradford (Inglaterra), Londres, Limerick (Irlanda), Derry (Irlanda del Norte), Matagalpa (Nicaragua), y Comayagua (Honduras). 
La comunidad estaba conformada por 112 miembros profesos, de los cuales 51 eran sacerdotes. La orden está conformada por miembros de diversas procedencias: EE. UU., Canadá, Australia, Corea del Sur, Inglaterra, Irlanda, Francia, Alemania, Polonia, Nigeria, Líbano, Guatemala, México y Rusia.

## Apostolado y carisma
Los Franciscanos de la Renovación siempre operan en concordancia con el ordinario local, y sirven según las necesidades de la diócesis en particular. En su página web manifiestan sus dos ocupaciones principales: 
Primera: ...servir a los pobres materialmente, especialmente a los desheredados y sin hogar. Las comunidades que no estén centradas principalmente en formación deberán tener una o más estancias para las necesidades de los pobres, por ejemplo, un refugio, un comedor y/o un ropero. Cada uno de estos trabajos debe ser dirigido por un fraile para preservar su carácter católico y franciscano. Cada miembro de la comunidad debe estar personal y directamente involucrado en trabajo directo con los pobres. Todo servicio para los pobres será dado sin cobro."
Segunda: evangelización, "...a través de la predicación y la enseñanza de la Sagrada Escritura, y compartiendo los tesoros de nuestra fe católica cono todos. Esto puede ser a través de diversas formas que cada fraile podrá elegir a su parecer. Algunas actividades del apostolado son: crear centros misioneros para los pobres, evangelización callejera, atención parroquial, misiones parroquiales, retiros, recolectas, peregrinaciones, dirección espiritual, consejo pastoral, educación religiosa y ministerio sacramental."
En sus Constituciones vienen detalladas las características del carisma de los Franciscanos de la Renovación: Adoración eucarística diaria, devoción a la Virgen María, imitación de san Francisco y Santa Clara, amor a la Iglesia y fidelidad al Santo Padre. También participan y promueven actividades provida, siendo su patrona Nuestra Señora de Guadalupe, patrona de los no-nacidos.

## Formación
Los Franciscanos de la Renovación visten hábito gris con capucha, cordón y sandalias. La barba también es un rasgo característico de los miembros de la congregación. La cuerda atada alrededor de la cintura simboliza el estar "atado" a Jesús, y tiene los tres nudos característicos franciscanos, representando los votos de pobreza, castidad y obediencia, que son prometidos para entrar a formar parte de la congregación.
Aquellos interesados en ingresar en la comunidad atraviesan diversas etapas: 
- Postulantado, de 10 meses.
- Noviciado, de 1 año, tras el que se toman los votos simples.
- Tras el noviciado el nuevo miembro debe vivir 5 años en comunidad para poder prometer sus votos perpetuos.

Aquellos que sienten la llamada al ministerio presbiteral estudian en el Seminario de San José (St. Joseph's Seminary) en Yonkers, EE. UU.; durante dicha etapa, los estudiantes viven en una comunidad cercana.

## Anécdotas
Miembros de la congregación estuvieron involucrados en la atención de afectados por los atentados del 11-S. Varios frailes aparecieron en una escena de vagón de subterráneo. Fue en la película provida Bella, que ganó el premio "People's Choice Award" en el Festival de Cine Internacional de Toronto en 2006.